# Antrocephalus liangtanensis
Antrocephalus liangtanensis är en stekelart som beskrevs av Mao-Ling Sheng 1986. Antrocephalus liangtanensis ingår i släktet Antrocephalus och familjen bredlårsteklar. Inga underarter finns listade i Catalogue of Life.